# 雅安市
雅安市，简称雅，是中华人民共和国四川省下辖的地级市，位于四川省中部偏西。市境东邻成都市、眉山市、乐山市，南界凉山州，西接甘孜州，北临阿坝州。地处四川盆地西南边缘大相岭区，青衣江横贯中部并流经城区，南部有大渡河。全市总面积15,046平方公里，人口154.68万，市人民政府驻雨城区。雅安因其地多雨，素有“雨城”之称，亦是四川省主要的大熊猫栖息地。雅安曾是西康省省会，位处四川盆地与青藏高原的结合部，境内有藏族、彝族等少数民族聚居，有“川西咽喉”、“西藏门户”及“民族走廊”之称。雅安是川茶的重要产地，蒙顶山是有记载世界最早种植茶叶的地点。

## 历史

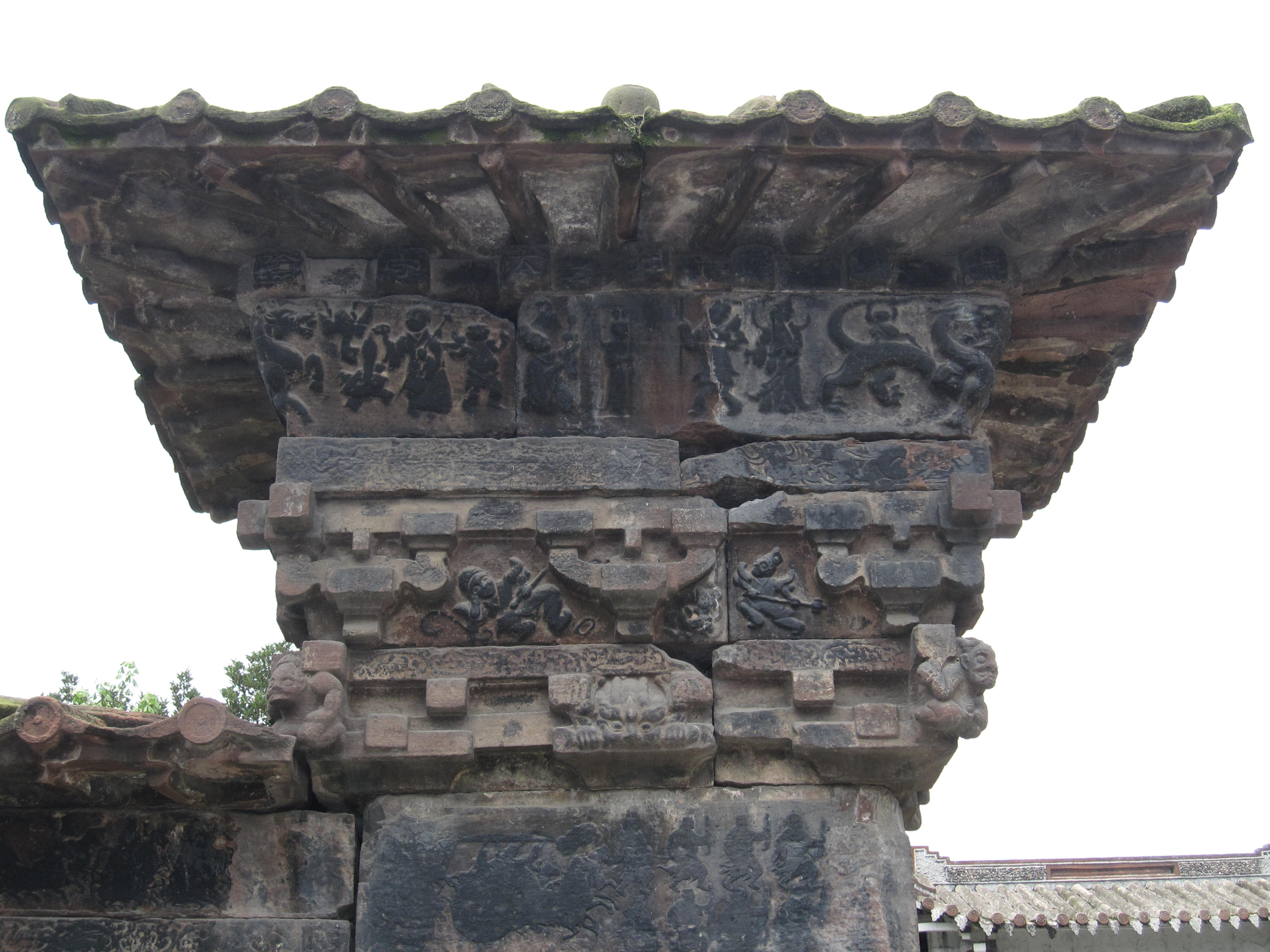
高颐墓阙

古代为青衣羌国，秦置严道县（含今荥经县、雨城区）属蜀郡。西汉元鼎六年（前111年）置增置徙县（今天全县）、旄牛县（今汉源县九襄镇）、青衣县（今名山区、芦山县境），先后属沈黎郡、蜀郡。东汉延光元年（122年）置蜀郡属国，治青衣县，后青衣羌请求内附。阳嘉二年（133年），改青衣县为汉嘉县。三国蜀汉章武元年（221年）改蜀郡属国置汉嘉郡，治汉嘉县（今芦山县），属益州。西晋永嘉六年（312年），汉嘉郡分为沈黎郡、汉原郡。永嘉后废严道县。西魏废帝二年（553年）置始阳县（治今雨城区西），属蒙山郡；又置蒙山县（治今名山区），隶蒙山郡。
隋开皇初废蒙山郡。开皇十三年（593年）改故蒙山郡置蒙山县；改故蒙山县为名山县。仁寿三年（603年）置卢山县（治今芦山县）。仁寿四年（604年）于蒙山县置雅州（治今雨城区）。大业元年（605年）置汉源县（治今汉源县清溪镇），属雅州。大业三年（607年）改雅州为临邛郡，改蒙山县为严道县，并于今故严道县城（今荥经县）设荥经水口戍。
唐武德元年（618年）改临邛郡为雅州，改汉源县置阳山县。武德三年（620年）于荥经水口戍置荥经县，属雅州。贞观八年（634年）析名山县置百丈县，属雅州。仪凤二年（677年）析阳山县置大渡县、飞越县。长安二年（702年）省大渡县入飞越县。天宝元年（742年）改阳山县为通望县，属黎州。五代前蜀省飞越县入汉源县。
北宋庆历六年（1046年）省通望县入汉源县。元置碉门安抚司（治今天全县），后又分置天全招讨司、六番招讨司。至元二十年（1283年）卢山县改名泸山县。元末，明玉珍大夏政权省荥经县入严道县。
明洪武四年（1371年）省严道县入雅州。洪武六年（1373年）泸山县更名芦山县，隶雅州；合天全、六番招讨司置天全六番招讨司。洪武八年（1375年）省汉源县置黎州长官司。洪武十年（1377年）省名山县入雅州。洪武十一年（1378年）升黎州长官司为黎州安抚司。洪武十三年（1380年）复置名山县，并省百丈县入名山县；复置荥经县，属雅州。万历二十四年（1596年）降黎州安抚司为千户所。
清雍正七年（1729年）升雅州置雅州府，置雅安县为雅州府治；天全六番招讨司“改土归流”置天全州，属雅州府。雍正八年（1730年）黎州千户所“改土归流”置清溪县，属雅州府。
民国二年（1913年）废府州改县，雅安、名山、荥经、芦山、清溪、天全等县属上川南道（次年更名建昌道）。1914年清溪县复名汉源县。1928年析天全县北部穆坪土司地置穆坪设治局。民国十九年（1930年）改穆坪设治局置宝兴县，县名取“宝藏兴焉”之意；同年废建昌道。民国二十四年（1935年）各县属四川省第十七行政督察区。民国二十八年（1939年）设立西康省，除名山县改属四川省第四区外，其馀各县划入西康省第二行政督察区。
中华人民共和国成立后仍置西康省，雅安县为西康省省会，并置雅安专区。1950年汉源县迁治九襄镇。1951年析雅安县置雅安市；析冕宁、越西两县北部及汉源县西部置石棉县。1952年汉源县迁治富林镇。1954年温江专区的名山县划入雅安专区。1955年西康省撤销，雅安专区改属四川省。1959年撤雅安市入雅安县。1968年雅安专区改称雅安地区。1983年撤销雅安县，复置雅安市。2000年6月，撤销雅安地区和县级雅安市，改设地级雅安市；原县级雅安市改置雨城区。2012年9月，撤销名山县，设立名山区。
2020年中国南方水灾期间，8月10日20时至11日8时，雅安局部降下特大暴雨。截至12日中午11时，已致6死6失联。8月21日凌晨，汉源县富泉镇中海村6组发生山体滑坡，共有9人失去聯繫，截至21日21時，有7人被發現，其中3人當場遇難，4人送醫搶救無效死亡。

## 地理
雅安市位于四川盆地西部边缘，长江上游，域跨北纬28°51′10″—30°56′40″，东经101°56′26″—103°23′28″之间，东北邻成都市、东邻眉山市、东南邻乐山市、西连甘孜藏族自治州、南界凉山彝族自治州、北接阿坝藏族羌族自治州，是青藏高原向成都平原的过渡地带。城市环境特别好，青山环绕，四条河流穿过市区，使空气清新。

### 气候
雅安自古多雨，有西蜀天漏之说，俗语“雅无三日晴”，号称雨城。
雅安市属于亚热带季风气候区。总的气候特点是：冬无严寒、夏无酷热、四季分明、雨量充沛、雨热同步、无霜期长、热量充足。春季回暖早、夏季气温较高、秋季多绵雨、冬季霜雪少，全年夜雨多、终年雾日少。境内地质地貌复杂，地势高差悬殊，气候的区域性、过渡性和复杂性特征突出。气象要素的垂直差异大，立体气候明显，部份山体从山脚到山脊先后可见亚热带、暖温带、中温带、寒温带、亚寒带、和寒带的植物。大相岭（即泥巴山）横贯于本市中部，使得南北部的气候差异大。北部各县、区，雨日多、晴天少，年平均气温在15℃左右，年总雨量在1000～1750毫米之间；南部的汉源和石棉县受中、低空下沉气流影响形成比较独特的干暖气候，云量少，晴天多，日照时间较长，气温较高，年均温为17～18℃，干湿季节分明，降水量较少，年总雨量仅750毫米左右。
| 雅安市气象数据（1971年至2000年）            | 雅安市气象数据（1971年至2000年） | 雅安市气象数据（1971年至2000年） | 雅安市气象数据（1971年至2000年） | 雅安市气象数据（1971年至2000年） | 雅安市气象数据（1971年至2000年） | 雅安市气象数据（1971年至2000年） | 雅安市气象数据（1971年至2000年） | 雅安市气象数据（1971年至2000年） | 雅安市气象数据（1971年至2000年） | 雅安市气象数据（1971年至2000年） | 雅安市气象数据（1971年至2000年） | 雅安市气象数据（1971年至2000年） | 雅安市气象数据（1971年至2000年） |
| 月份                                        | 1月                              | 2月                              | 3月                              | 4月                              | 5月                              | 6月                              | 7月                              | 8月                              | 9月                              | 10月                             | 11月                             | 12月                             | 全年                             |
| ------------------------------------------- | -------------------------------- | -------------------------------- | -------------------------------- | -------------------------------- | -------------------------------- | -------------------------------- | -------------------------------- | -------------------------------- | -------------------------------- | -------------------------------- | -------------------------------- | -------------------------------- | -------------------------------- |
| 历史最高温 °C（°F）                         | 18.2 (64.8)                      | 22.1 (71.8)                      | 27.7 (81.9)                      | 33.2 (91.8)                      | 35.1 (95.2)                      | 34.9 (94.8)                      | 35.2 (95.4)                      | 35.4 (95.7)                      | 34.9 (94.8)                      | 28.7 (83.7)                      | 24.5 (76.1)                      | 19.6 (67.3)                      | 35.4 (95.7)                      |
| 平均高温 °C（°F）                           | 9.4 (48.9)                       | 11.1 (52.0)                      | 15.6 (60.1)                      | 21.5 (70.7)                      | 25.5 (77.9)                      | 27.7 (81.9)                      | 29.6 (85.3)                      | 29.6 (85.3)                      | 24.9 (76.8)                      | 20.1 (68.2)                      | 15.5 (59.9)                      | 10.8 (51.4)                      | 20.1 (68.2)                      |
| 日均气温 °C（°F）                           | 6.3 (43.3)                       | 7.7 (45.9)                       | 11.6 (52.9)                      | 16.8 (62.2)                      | 20.8 (69.4)                      | 23.3 (73.9)                      | 25.1 (77.2)                      | 24.9 (76.8)                      | 21.0 (69.8)                      | 16.7 (62.1)                      | 12.4 (54.3)                      | 7.8 (46.0)                       | 16.2 (61.2)                      |
| 平均低温 °C（°F）                           | 4.1 (39.4)                       | 5.5 (41.9)                       | 8.8 (47.8)                       | 13.5 (56.3)                      | 17.5 (63.5)                      | 20.2 (68.4)                      | 22.0 (71.6)                      | 21.9 (71.4)                      | 18.5 (65.3)                      | 14.5 (58.1)                      | 10.3 (50.5)                      | 5.8 (42.4)                       | 13.6 (56.4)                      |
| 历史最低温 °C（°F）                         | −2.8 (27.0)                      | −1.6 (29.1)                      | −0.7 (30.7)                      | 3.2 (37.8)                       | 10.0 (50.0)                      | 14.3 (57.7)                      | 17.1 (62.8)                      | 16.6 (61.9)                      | 12.9 (55.2)                      | 4.8 (40.6)                       | 1.2 (34.2)                       | −3.9 (25.0)                      | −3.9 (25.0)                      |
| 平均降水量 mm（）                           | 20.8 (0.82)                      | 31.9 (1.26)                      | 50.9 (2.00)                      | 93.0 (3.66)                      | 129.4 (5.09)                     | 181.0 (7.13)                     | 369.6 (14.55)                    | 433.6 (17.07)                    | 206.6 (8.13)                     | 98.3 (3.87)                      | 56.5 (2.22)                      | 20.9 (0.82)                      | 1,692.5 (66.62)                  |
| 平均降水天数（≥ 0.1 mm）                    | 13.3                             | 16.1                             | 18.6                             | 17.8                             | 19.1                             | 19.3                             | 20.1                             | 18.8                             | 20.8                             | 20.4                             | 16.3                             | 12.6                             | 213.2                            |
| 来源：中国天气网（1971−2000年间的降水天数） |                                  |                                  |                                  |                                  |                                  |                                  |                                  |                                  |                                  |                                  |                                  |                                  |                                  |

## 政治

### 现任领导
| 机构     | · 中国共产党 · 雅安市委员会 | 雅安市人民代表大会 常务委员会 | 雅安市人民政府    | · 中国人民政治协商会议 · 雅安市委员会 |
| 职务     | 书记                        | 主任                          | 市长              | 主席                                  |
| -------- | --------------------------- | ----------------------------- | ----------------- | ------------------------------------- |
| 姓名     | 廖文彬                      | 白云                          | 彭映梅（女）      | 吴宏（女）                            |
| 民族     | 汉族                        | 彝族                          | 汉族              | 汉族                                  |
| 籍贯     | 四川省井研縣                | 四川省雷波县                  | 江西省南昌市      | 四川省成都市                          |
| 出生日期 | 1974年7月（51歲）           | 1969年2月（56歲）             | 1979年1月（46歲） | 1969年8月（55—56歲）                  |
| 就任日期 | 2025年7月                   | 2021年3月                     | 2021年5月         | 2025年1月                             |

### 历任领导
| 市委书记 - 魏宏（2000年12月－2002年8月） - 侯雄飞（2002年8月－2006年6月） - 徐孟加（2006年6月－2013年11月） - 叶壮（2013年11月－2017年11月） - 兰开驰（2017年11月－2021年2月） - 李酌（2021年2月－2023年10月） - 夏凤俭（2023年10月－2025年7月） - 廖文彬（2025年7月－） | 市长 - 黄彦蓉（2000年12月－2002年5月） - 傅志康（2002年5月－2005年8月） - 徐孟加（2005年8月－2006年11月） - 刘守培（2006年11月－2011年8月） - 陈越良（2011年8月－2014年2月） - 兰开驰（2014年2月－2017年11月） - 邹瑾（2017年12月－2021年5月） - 彭映梅（2021年5月－） |

### 行政区划
雅安市下辖2个市辖区、6个县。
- 市辖区：雨城区、名山区
- 县：荥经县、汉源县、石棉县、天全县、芦山县、宝兴县

其中，汉源、石棉、宝兴3个县享受少数民族优惠政策。

## 人口

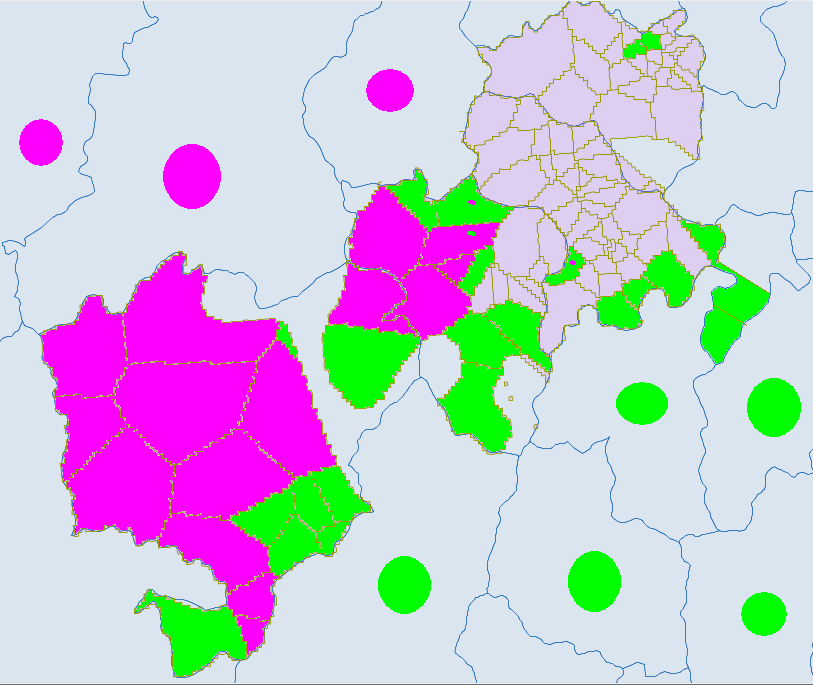
淺綠色-彝族 粉紅色-藏族.

根据2020年第七次全国人口普查，全市常住人口为1,434,603人。同第六次全国人口普查的1,507,258人相比，十年共减少了72,655人，下降4.82%，年平均增长率为-0.49%。其中，男性人口为725,878人，占总人口的50.6%；女性人口为708,725人，占总人口的49.4%。总人口性别比（以女性为100）为102.42。0－14岁的人口为220,814人，占总人口的15.39%；15－59岁的人口为906,108人，占总人口的63.16%；60岁及以上的人口为307,681人，占总人口的21.45%，其中65岁及以上的人口为244,069人，占总人口的17.01%。居住在城镇的人口为757,151人，占总人口的52.78%；居住在乡村的人口为677,452人，占总人口的47.22%。

### 民族
全市常住人口中，汉族人口为1,355,888人，占94.51%；各少数民族人口为78,715人，占5.49%。与2010年第六次全国人口普查相比，汉族人口减少71,075人，下降4.98%，占总人口比例下降0.16个百分点；各少数民族人口减少1,580人，下降1.97%，占总人口比例增加0.16个百分点。
| 民族名称                | 汉族      | 彝族   | 藏族   | 羌族 | 回族 | 土家族 | 苗族 | 蒙古族 | 满族 | 壮族 | 其他民族 |
| ----------------------- | --------- | ------ | ------ | ---- | ---- | ------ | ---- | ------ | ---- | ---- | -------- |
| 人口数                  | 1,355,888 | 48,594 | 26,033 | 639  | 599  | 567    | 494  | 355    | 263  | 235  | 936      |
| 占总人口比例（%）       | 94.51     | 3.39   | 1.81   | 0.04 | 0.04 | 0.04   | 0.03 | 0.02   | 0.02 | 0.02 | 0.07     |
| 占少数民族人口比例（%） | －        | 61.73  | 33.07  | 0.81 | 0.76 | 0.72   | 0.63 | 0.45   | 0.33 | 0.30 | 1.19     |

## 交通
公路方面， 108国道、 318国道、 351国道穿境而过，另有 成雅高速公路、 雅西高速公路、 雅康高速公路、 成渝地區環線高速公路樂雅段分别通向成都市、西昌市、瀘定縣、樂山市。距成都140公里，到成都双流国际机场仅需1小时40分。
铁路方面，在建川藏铁路成雅段于2018年底通车，设雅安站和名山站。

## 教育
高校有四川农业大学。中学以雅安中学著称，该校从清朝开始建立，是一所省重点名校。

## 人文

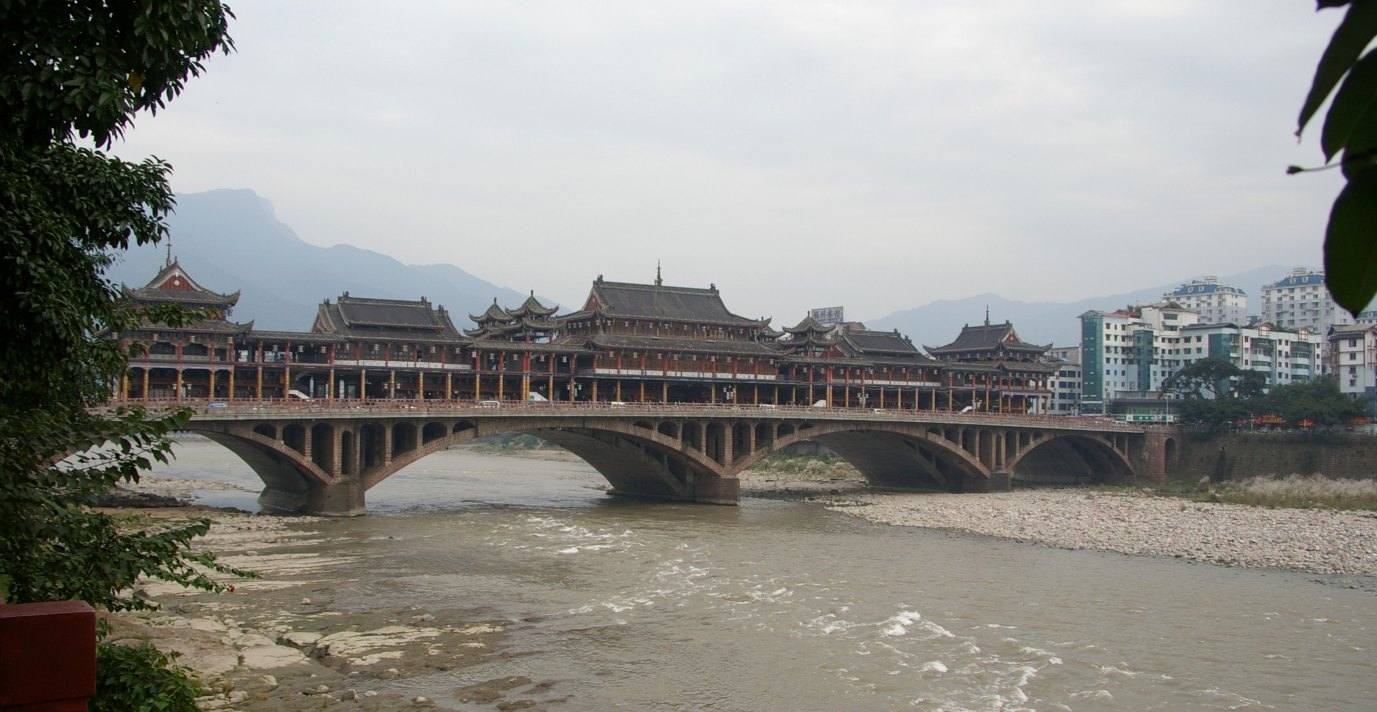
城中横跨青衣江的廊桥

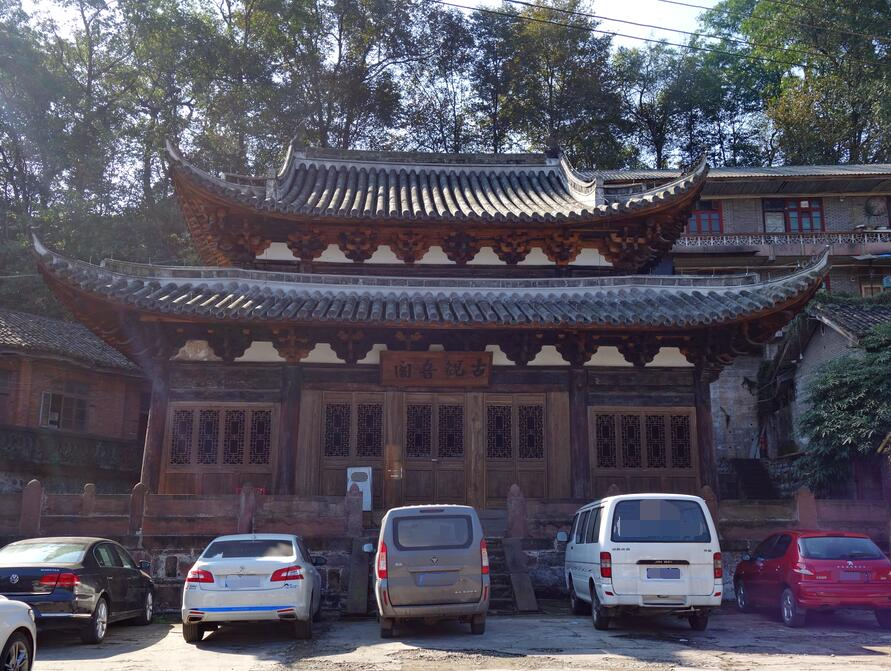
明代观音阁

雅安两汉文化历史底蕴丰厚，素有雅雨、雅鱼、雅女“雅安三绝”美誉。雅安是“中国优秀旅游城市”、2006年的“中国十佳魅力城市”，是全省乡村度假旅游和自驾车旅游的热点地区。1869年，在四川傳教的法國遣使會神父譚衛道於鄧池溝聖母領報堂附近發現大熊貓。雅安成為世界上第一只大熊猫的发现地和模式标本产地，2006年，以雅安为主要核心区的四川大熊猫栖息地列入世界自然遗产名录；雅安是世界茶文化、茶栽培的发源地，是全球人工栽培茶树最早的地区。

### 全国重点文物保护单位
- 高颐墓阙及石刻
- 樊敏阙及石刻
- 严道城址（含何君尊楗阁刻石）
- 平襄楼
- 芦山青龙寺大殿
- 开善寺正殿
- 名山文庙
- 九襄石牌坊
- 红军强渡大渡河遗址注4
- 茶马古道注1（观音阁、 净居庵石牌坊、禹王宫(雅安）、甘露灵泉院石牌坊、皇茶园、天梯古道、甘溪坡茶马古道驿站遗址、 边茶官库、飞仙关及南界牌坊、马鞍腰摩崖题记、 重修大相岭桥路碑、清代公兴茶号旧址、 唐代清溪关遗址、清代清溪故城遗址、 二十四道拐古道遗址、羊圈门古道遗址）

## 物产

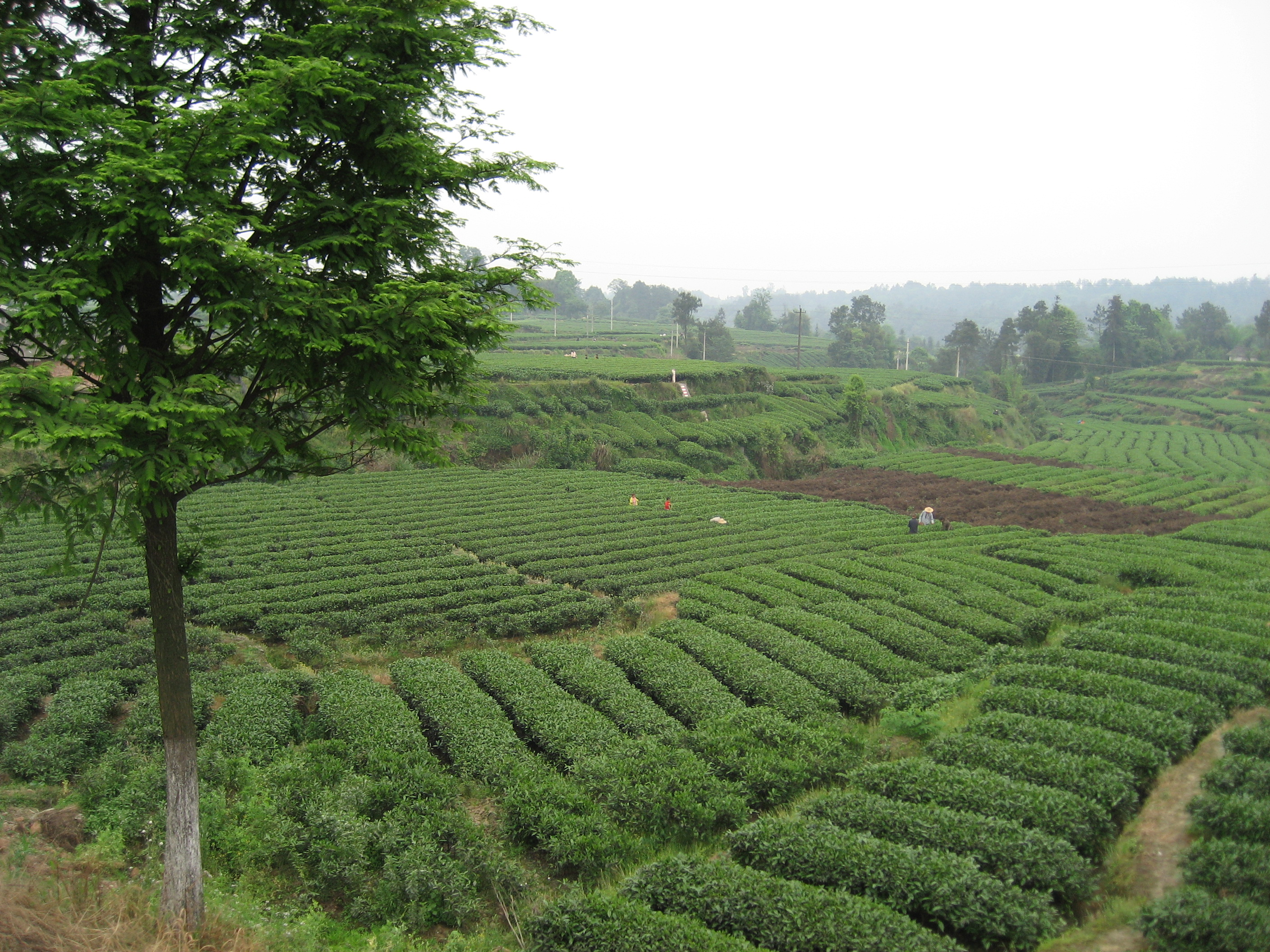
名山蒙顶山茶园

### 魚
- 雅鱼，又名丙穴鱼
- 长江鲶科：小鲶鱼黄辣丁、扒胡子、三角峰

### 茶
- 蒙山茶（蒙顶山茶），包括蒙顶甘露、蒙顶黄芽等品种，是自唐至清的贡茶。古有“扬子江中水，蒙顶山上茶”的美誉。
- 藏茶：中心产地从古自今都在雅安，古称雅州。
- 熊貓茶：一種以大熊貓的糞便作為肥料種植的茶葉，種植於雅安頂峰村熊貓生態茶山。[20]